# Szczur himalajski
Szczur himalajski (Rattus pyctoris) – gatunek ssaka z podrodziny myszy (Murinae) w obrębie rodziny myszowatych (Muridae), występujący w Azji Południowej, Środkowej i na Dalekim Wschodzie.

## Zasięg występowania
Szczur himalajski jest szeroko rozpowszechniony i występuje w środkowo-wschodnim Iranie, Afganistanie, wschodnim Uzbekistanie, południowo-wschodnim Kazachstanie, Kirgistanie, Tadżykistanie, północnym Pakistanie, północnych Indiach, Nepalu, Bhutanie, północnym Bangladeszu, południowych Chińskiej Republice Ludowej (Tybetański Region Autonomiczny, Junnan, Syczuan i Kuejczou) oraz północnej Mjanmie.

## Taksonomia
Gatunek po raz pierwszy zgodnie z zasadami nazewnictwa binominalnego opisał w 1845 roku brytyjski zoolog Brian Houghton Hodgson nadając mu nazwę Mus ? Pyctoris. Holotyp pochodził ze środkowego Nepalu. 
Rattus pyctoris należy do grupy gatunkowej norvegicus. Trzy formy różniące się szczegółami budowy ciała i struktury chromosomowej, opisane dawniej jako gatunki Rattus turkestanicus, R. vicerex i R. rattoides, mogą być podgatunkami R. pyctoris. W zachodniej części jego rozmieszczenia znane są dwie charakterystyczne odmiany R. pyctoris, które mogą uzasadniać dodatkowe badania taksonomiczne. Autorzy Illustrated Checklist of the Mammals of the World uznają ten takson za gatunek monotypowy.

### Etymologia
- Rattus: łac. rattus „szczur”[13].
- pyctoris: gr. πυκτης puktēs „bokser”; ῥις rhis, ῥινος rhinos „nos”[14].

## Morfologia
Długość ciała (bez ogona) 140–250 mm, długość ogona 135–213 mm, długość ucha 19–25 mm, długość tylnej stopy 31–38 mm; masa ciała 100–200 g. Szczur himalajski ma gęste, kudłate futro, samica ma sześć par sutków, podobnie jak u szczura wędrownego (R. norvegicus).

## Ekologia
Szczur himalajski prowadzi naziemny tryb życia, jest spotykany na terenach skalistych, uprawnych i w pobliżu miejsc zamieszkania ludzi. Występuje na wysokościach od 1200 do 4250 m n.p.m.. W Kazachstanie udokumentowano, że jest on mniej zależny od środowiska antropogenicznego niż szczur wędrowny i szczur śniady (Rattus rattus), których zasięg występowania wzrósł z rozwojem osadnictwa.

## Populacja
Szczur himalajski ma duży zasięg występowania i wykazuje zdolność do adaptacji do zmian środowiska. Nie są znane zagrożenia dla tego gatunku. Nie jest obecny w żadnych obszarach chronionych w Azji Południowej, ale w Chinach występuje w rezerwacie Tongbiguan i prawdopodobnie w innych obszarach chronionych. Międzynarodowa Unia Ochrony Przyrody uznaje szczura himalajskiego za gatunek najmniejszej troski. W Indiach jest uznawany za szkodnika.